# Хорольський ботанічний сад
Хоро́льський ботані́чний сад — природоохоронна територія загальнодержавного значення в Україні. Розташований у південно-західній частині міста Хорол Полтавської області.
Ботанічний сад створений згідно з Указом Президента України № 1041 від 11.12.2009 року. Підпорядкований Міністерству екології та природних ресурсів України.

## Опис
Загальна площа становить 18 гектарів. Відкриття Хорольського ботанічного саду відбулось восени 2013 року. Його директором є кандидат біологічних наук Володимир Красовський. До складу території ботанічного саду входить дубовий гай та улоговина, що розташовується навколо каскаду ставків. Територія ботанічного саду належить до Північної області Придніпровської рівнини Лівобережно-Дніпровської лісостепової провінції лісостепової зони. Ботанічний сад створено на погорбованій місцевості, що являє собою великий яр. По його днищу пролягає водоток водозбору річки Хорол. Згідно з положенням ботанічного саду, основними цілями його створення є виконання завдань освітньої, виховної, навчальної та просвітницької роботи в біологічній та екологічній сферах. Організаційна структура саду включає науковий відділ дендрології та еколого-освітньої діяльності, науковий сектор акліматизації плодових, ягідних, лікарських та нових культур. При створені експозицій використовувався біоценотичний, систематичний, ботаніко-географічний та екологічний принцип створення експозицій.Природоохоронна територія використовується для проведення просвітницької роботи, яка підвищує рівень екологічної освіти. При цьому, увага приділяється налагодженню співпраці з учнями шкіл і студентами навчальних закладів. Проводяться навчальні екскурсії. Створений екологічний маршрут, на якому міститься інформація щодо збереження та відтворення видів рослин.

### Території ПЗФ у складі ботанічного саду «Хорольський»
Нерідко, оголошенню ботанічного саду передує створення одного або кількох об'єктів природно-заповідного фонду місцевого значення. В результаті, великий БС фактично поглинає раніше створені ПЗФ. Проте їхній статус зазвичай зберігають.
До складу території ботанічного саду загальнодержавного значення «Хорольський» входять такі об'єкти ПЗФ України:
- пам'ятка природи місцевого значення «Дубовий гай», ботанічна.

## Флора
На території природоохоронного об'єкту представлено понад 100 видів різних дерев та кущів. Зростають дуби, вік яких перевищує сто років. Збережені дерева — липа серцелиста і груша лісова. На території саду розташована березова алея. Представлено 6 видів кущів і 19 видів деревних порід. Трав'яний покрив добре розвинений, в ньому переважає різнотрав'я. Дерева на ділянках зростають поодиноко та групами. Представлені такі види, як чистець лісовий та ластовень лікарський. Зростають дзвоники ріпакоподібні, ранник вузлуватий, куцоніжка лісова і стародуб прусський. На узліссі представлені види: астрагала солодколистого, в'язіль барвистий, горлянка женевська, вероніка дібровна, звіробій звичайний.
Передбачено поповнення колекцій ботанічного саду хвойними та листяними деревами і створення зони Юрського періоду та експозиції субтропічних плодових культур. В саду створена окрема ділянка для вирощування інжиру кримського, азилини трилопатевої, зизифуса справжнього, хурми віргінської. Проводяться дослідження для інтродукції південних, субтропічних плодових культур відкритого ґрунту, які мають корисні властивості. Досліджуються актинідія китайська, азиміна трилопатева, інжир, хурма віргінська, унабі.
Було заплановано створення експозиційних ділянок «Дубовий гай» у межах заповідної зони, Саду магнолій, Саду бузків, Кленової діброви, Платанової діброви, ділянки дерев плакучих форм, Райського саду, Горіхового саду, Березового гаю, Грабової діброви, Калинового гаю. Передбачено створення колекції витких рослин. Зібрана колекція плодових рослин забезпечує проведення науково-дослідних робіт з розмноження рослин, акліматизації, селекції та інтродукції .

## Галерея

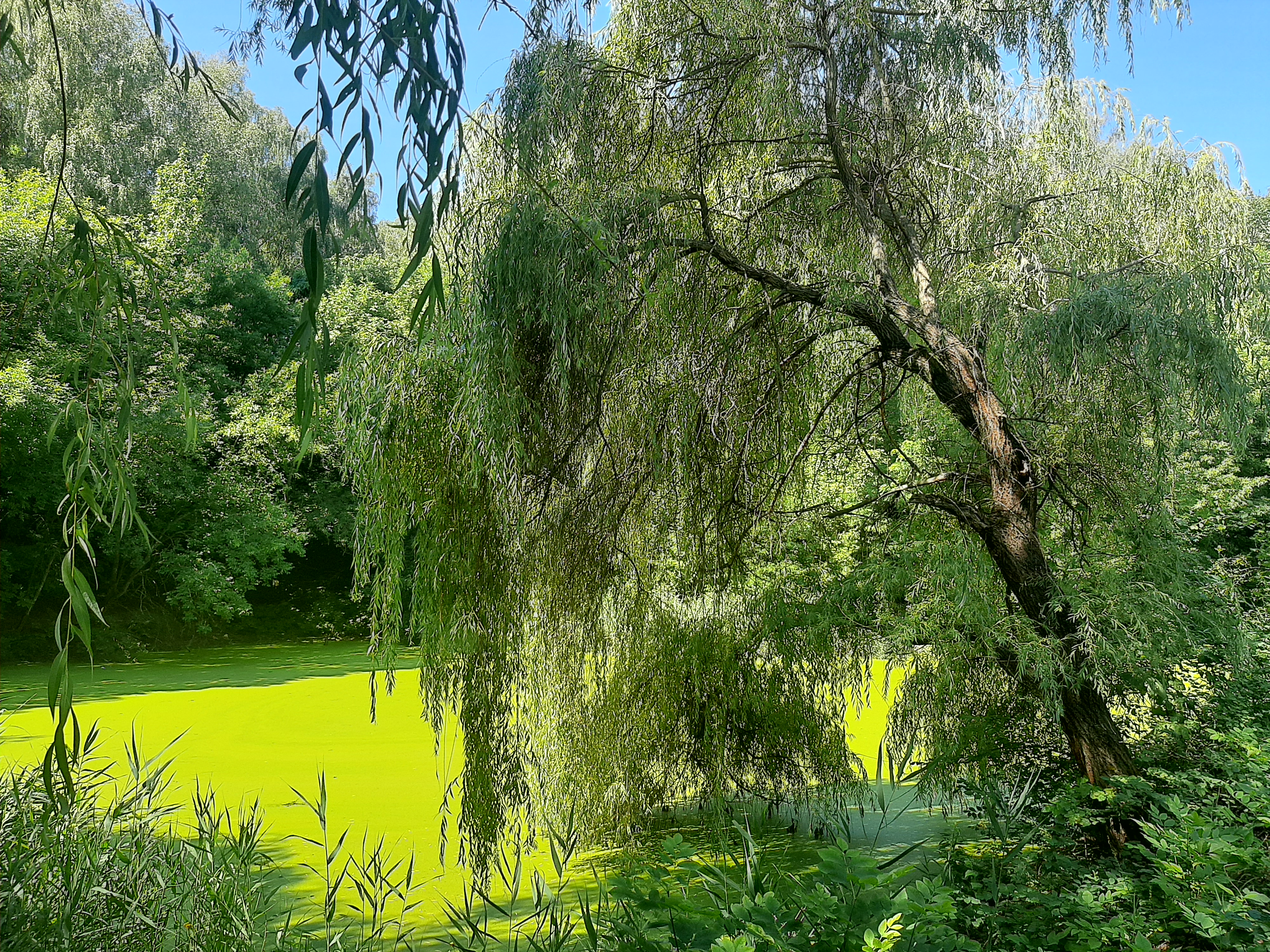
Верба над ставком
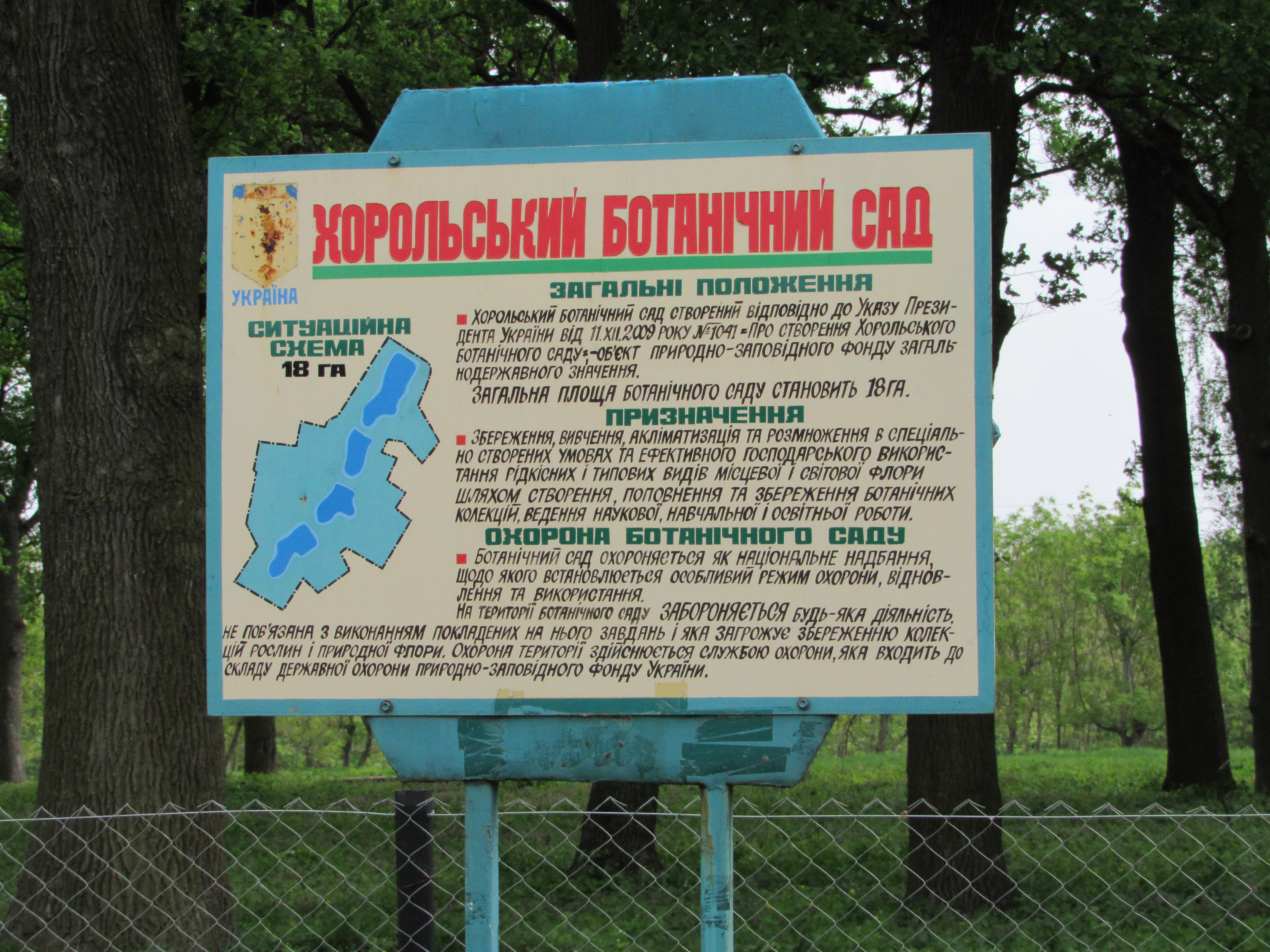
Вхід
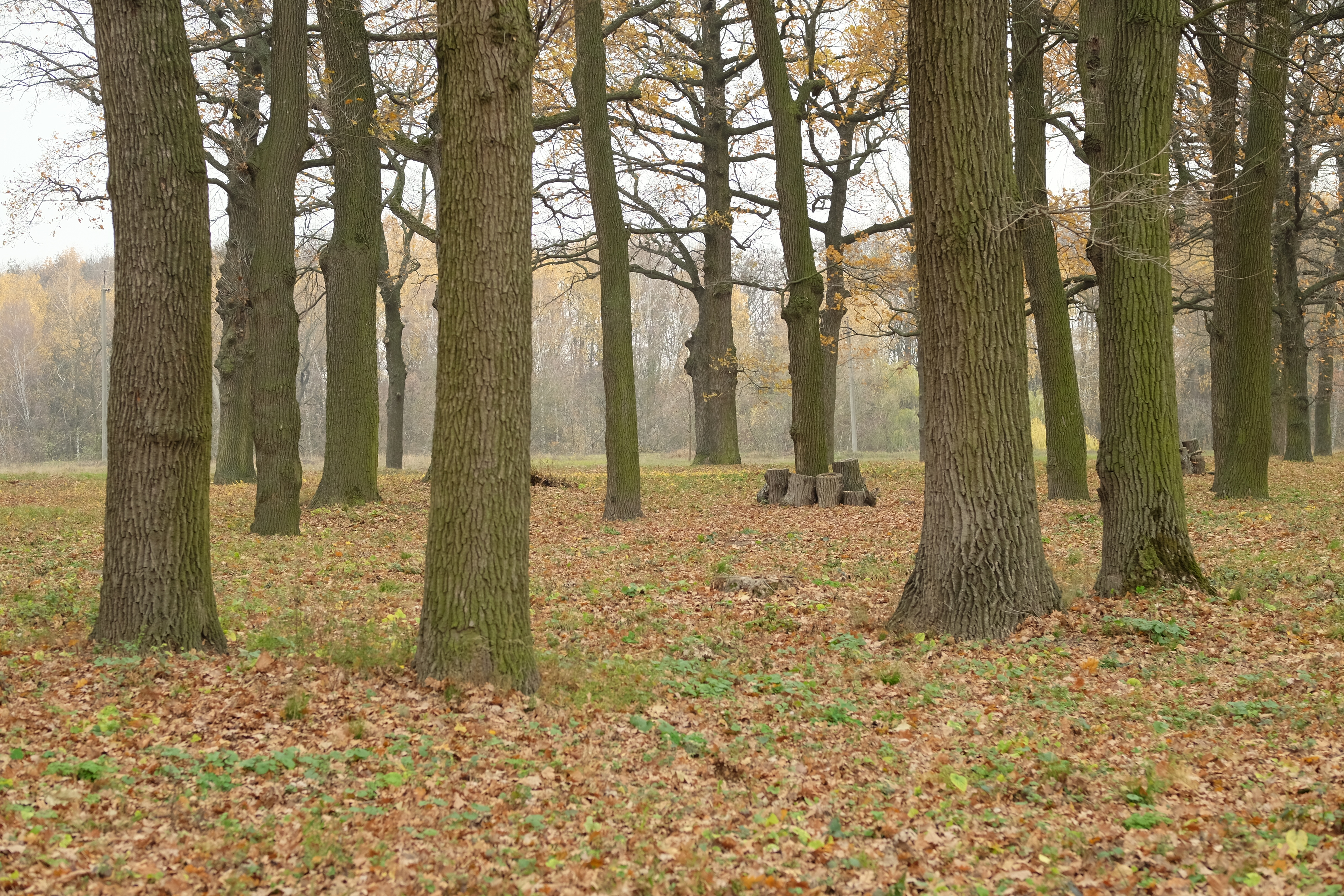
Осінь